# Chiesa di San Pietro Apostolo di Cremeno
La chiesa di San Pietro è un edificio religioso del paese di Cremeno, frazione del quartiere genovese di Bolzaneto, in val Polcevera; la sua comunità parrocchiale fa parte del vicariato di Bolzaneto dell'arcidiocesi di Genova.

## Storia e descrizione
La prima notizia della chiesa risale a un atto notarile del 3 marzo 1254 ma, secondo lo storico Domenico Cambiaso, una prima cappella potrebbe essere stata costruita già in un'epoca anteriore al XII secolo, forse assoggettata alla pieve dei Santi Cornelio e Cipriano di San Cipriano (Serra Riccò). A quell'epoca l'edificio doveva consistere in una semplice cappella rurale, costruita e mantenuta in efficienza con le sole limitate risorse della popolazione locale.
In un successivo documento datato al 14 gennaio 1277 si cita uno dei primi rettori della chiesa, Giovanni. La sede risulta vacante nel 1298, con nota di richiamo dell'arcivescovo di Genova Jacopo da Varazze (...ad mensam nostram spectantem); nel 1316 fu posta alle dipendenze della Chiesa di Sant'Andrea Apostolo di Morego e nel 1400 aggregata alla chiesa di San Felice del Brasile.
Nel XVI secolo la chiesa viene descritta con tre altari e un battistero, ma già in un documento del 1638 erano segnalati il cattivo stato di conservazione degli interni e varie irregolarità nella gestione del luogo sacro.
La chiesa fu completamente ricostruita pochi anni più tardi, per grazie alla munificenza del nobile Agostino Pedesina (uno dei tanti patrizi genovesi che nel Seicento avevano costruito le loro residenze estive sulla collina di Cremeno).
Lo stesso Pedesina si fece portavoce presso la curia genovese della popolazione del paese, che chiedeva insistentemente l'autonomia parrocchiale.
La richiesta fu accolta dal cardinale Stefano Durazzo che con un decreto del 26 giugno 1642 ricostituì l'autonomia parrocchiale di San Pietro di Cremeno, staccandola da San Felice di Brasile; la nuova parrocchia fu assegnata al vicariato di Rivarolo.
Come tante chiese della val Polcevera, anche la chiesa di Cremeno subì danni e saccheggi da parte delle truppe austriache che avevano posto l'assedio a Genova negli anni 1746 e 1747, nel corso degli eventi legati alla guerra di successione austriaca.
Il parroco nel 1749 espose in una relazione all'arcivescovo Giuseppe Maria Saporiti tutti i danni alla chiesa ed il lungo elenco di oggetti ed arredi sacri asportati (sono citati paramenti, candelieri, un reliquiario e le campane). Precisava inoltre che era stata distrutta la canonica e completamente demolita una casetta di proprietà della parrocchia che con un “reddito annuo di lire 28” assicurava una rendita fissa alla chiesa. Quasi la metà della popolazione della parrocchia era rimasta vittima di quella guerra, soprattutto per le malattie e gli stenti patiti in quei tragici mesi del 1747; i paesani superstiti, ridotti in miseria, non erano più in grado di provvedere alle riparazioni ed al funzionamento della chiesa.
Grazie anche al contributo della famiglia Cambiaso, negli anni successivi la chiesa fu ristrutturata per riparare i danni della guerra. Un altro intervento si rese necessario nel 1761 in seguito ai danni provocati da un movimento franoso.

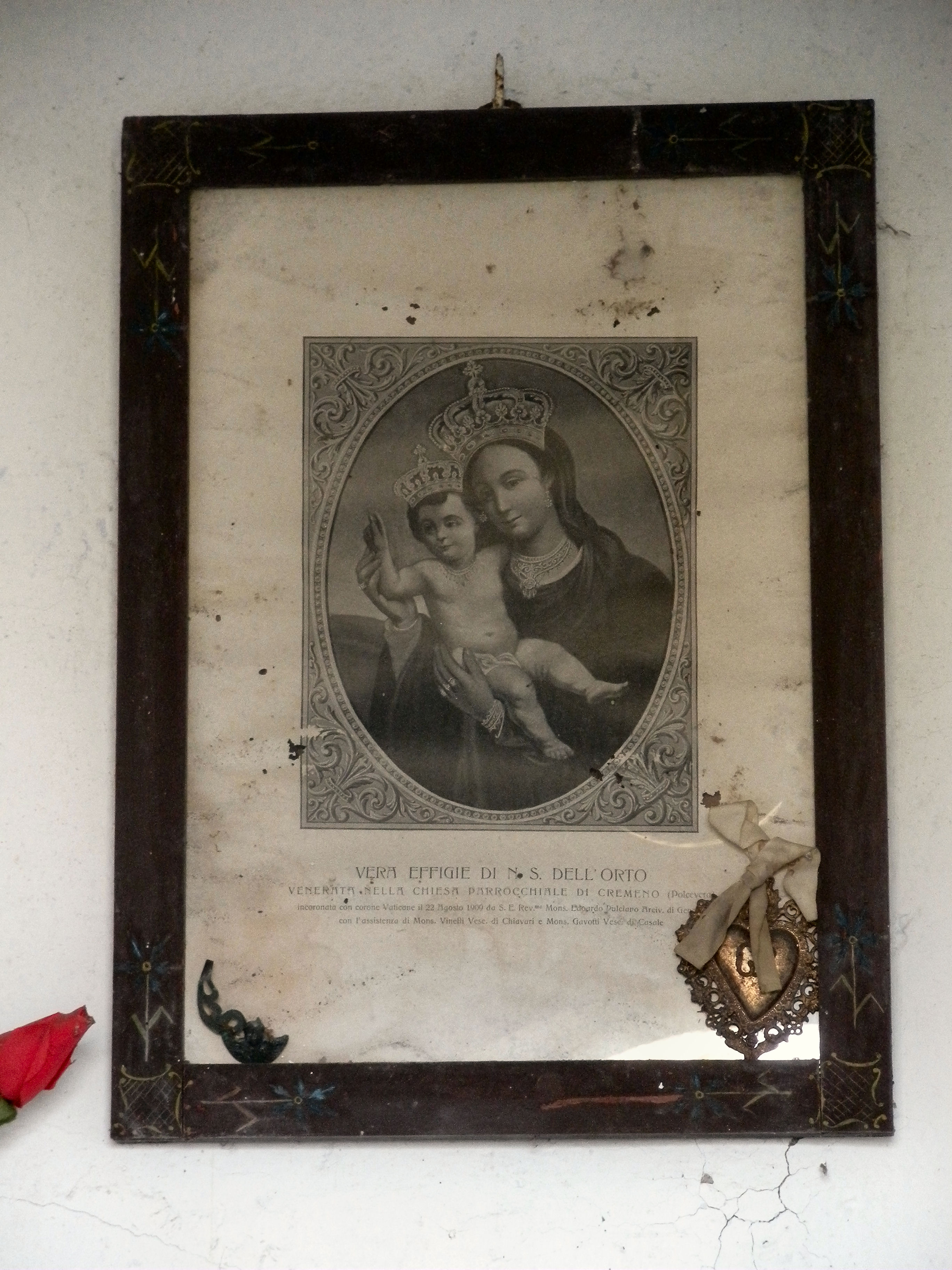
Immagine di N.S. dell'Orto

Nel 1805 fu decisa la completa riedificazione della chiesa, conservando il presbiterio e il coro del precedente edificio, e già il 5 gennaio del 1806 la nuova chiesa fu completata e aperta al culto; durante l'esecuzione dei lavori i marchesi Cambiaso misero a disposizione per le funzioni religiose la loro cappella privata. La consacrazione da parte del cardinale Giuseppe Maria Spina avvenne il 30 agosto del 1807.
Ulteriori restauri furono eseguiti tra il 1826 e il 1835 grazie ad alcuni ricchi benefattori e persino con un contributo straordinario dello stesso re Carlo Felice.
Gli interni attuali con nuovi dipinti e decorazioni furono realizzati tra il 1875 e il 1876 dai pittori Nicolò Varni e Giovanni Battista Buffa e dell'indoratore Giuseppe Massardo, mentre nel 1927 la chiesa fu allungata e dotata di una nuova facciata.
La parrocchia di Cremeno, che dal 1838 era stata assegnata dall'arcivescovo Placido Maria Tadini al vicariato di San Cipriano, nel 1896, con l'istituzione del nuovo vicariato di Bolzaneto, fu assegnata a quest'ultimo ed eletta a prevostura l'8 settembre dello stesso anno; nel 1898 fu nominata ad arcipretura e il 6 ottobre dello stesso anno l'arcivescovo Tommaso Reggio benedisse il nuovo l'altare maggiore.
Nella chiesa si conserva una statua lignea della Madonna del Rosario, opera settecentesca della scuola del Maragliano; fin dal 1759 vi è molto venerata la Madonna con il titolo di Nostra Signora dell'Orto, alla quale è dedicata anche una piccolissima cappella rurale sulle alture del paese.